# Стадион Младост
Стадион Младост или стадион под Багдалом је фудбалски стадион у Крушевцу, Србија, а налази се у склопу Спортског центра Крушевац. Капацитет стадиона је 10.331 седећих места. На њему своје домаће утакмице играју ФК Напредак, ЖФК Напредак и ФК Трајал(тренутно).

## Историја
Изграђен је 1976. у рекордном времену од 60 дана, када је са стајаћим трибинама могао да прими око 25.000 гледалаца. Комплетне радове је извело грађевинско предузеће Јастребац. Отворен је 26. августа 1976, када је Напредак у другом колу Прве савезне лиге дочекао екипу Загреба.
Крајем 2011. урађена је модернизација стадиона у склопу које су постављене нове столице на све трибине, ЛЕД Филипсов семафор и рефлектори јачине 2000 лукса, а трошкови модернизације су били око 110 милиона динара. Капацитет стадиона након реконструкције износи 10.331 седеће место.
Дана 25. априла 2012. је пред око 8.000 гледалаца одигран први меч у ноћном термину са новим рефлекторима, када је Напредак у првенственом мечу са 2:0 савладао Слогу Краљево, а почетни ударац је извео Милорад Јовановић, бивши играч Напретка и један од најбољих играча клуба.
Након одустајања Војводине да организује финале на стадиону Карађорђе, из Крушевца је стигао једини захтев за организацију финала, па је Одбор за хитна питања ФСС, на основу закључака Такмичарске комисије ФСС и Радне групе која је извршила преглед стадиона, донео одлуку да финална утакмица Купа Србије за сезону 2011/12. буде одиграна 16. маја 2012. на стадиону Младост, што је било прво финале националног купа играно изван Београда. У финалу је Црвена звезда победом од 2:0 над Борцем из Чачка освојила Куп.
Стадион Младост је 15. јуна 2013. био домаћин финала Купа Србије за жене у којем су се састали домаћи Напредак и суботички Спартак, а у којем су са 3:0 славиле фудбалерке Спартака.

## Утакмице репрезентације
Фудбалска репрезентација Србије и Црне Горе је на овом стадиону одиграла једну утакмицу. Након распада СЦГ репрезентација је од тада само једном играла на овом стадиону и то 2019. године против репрезентације Парагваја у пријатељском мечу.
| #                              | Датум                          | Такмичење                      | Противник                      | Резултат                       | Гледалаца                      |                                |
| Србија и Црна Гора (2003–2006) | Србија и Црна Гора (2003–2006) | Србија и Црна Гора (2003–2006) | Србија и Црна Гора (2003–2006) | Србија и Црна Гора (2003–2006) | Србија и Црна Гора (2003–2006) | Србија и Црна Гора (2003–2006) |
| ------------------------------ | ------------------------------ | ------------------------------ | ------------------------------ | ------------------------------ | ------------------------------ | ------------------------------ |
| 1.                             | 27. март 2003.                 | Пријатељска                    | Бугарска                       | 1:2                            | 10.000                         |                                |
| 2.                             | 10. октобар 2019.              | Пријатељска                    | Парагвај                       | 1:0                            | 3.859                          |                                |

## Галерија
- Поглед на западну трибину 2010, пре реновирања.
- Нови ЛЕД Филипсов семафор.